# سیزناک
سیزناک روستای بزرگی است در استان سیونیک ارمنستان است.